# Jeanette Lindström

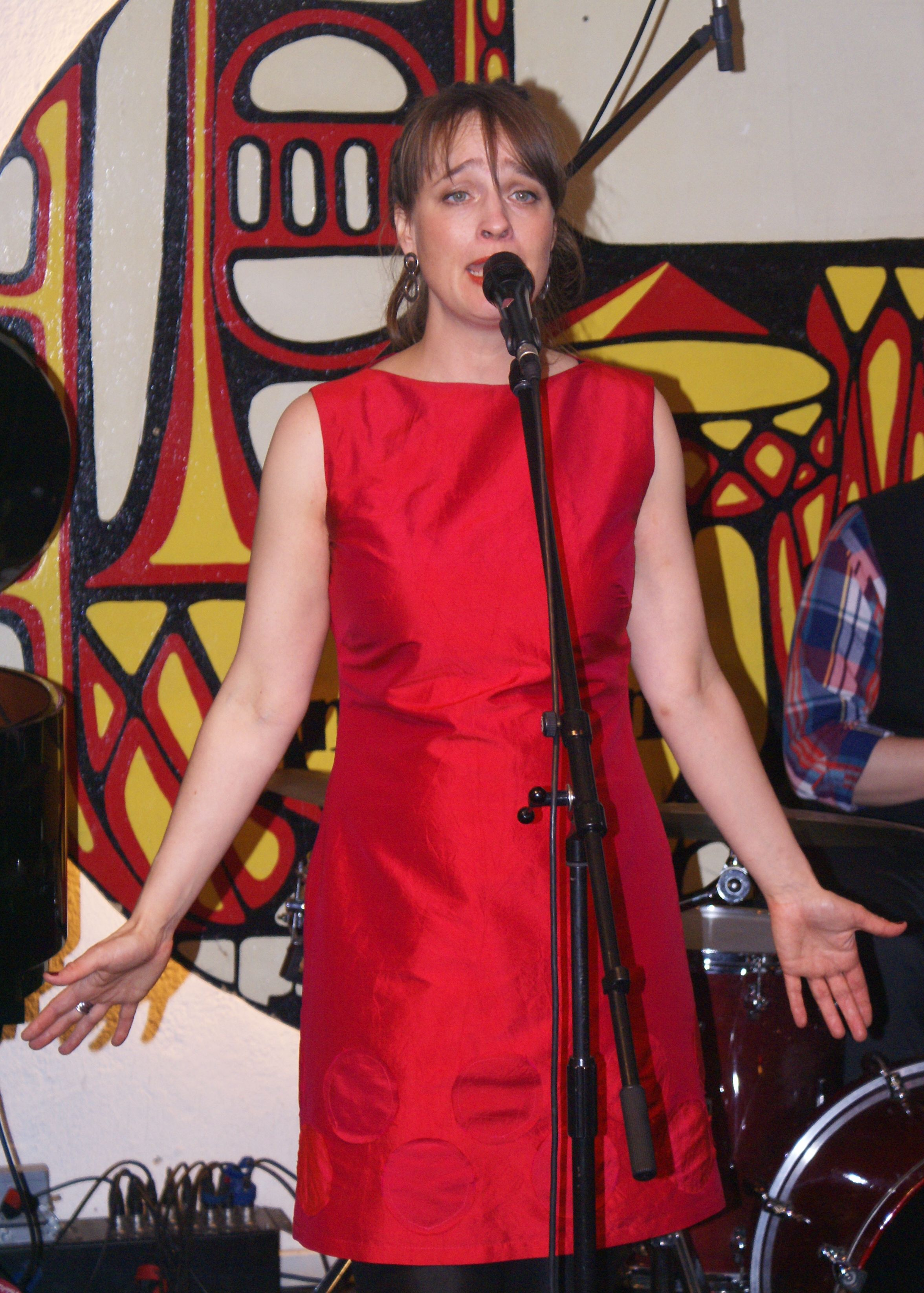
Jeanette Lindström 2010 im Jazz-Club Minden

Jeanette Lindström (* 29. Mai 1971 in Ås) ist eine schwedische Jazzsängerin. Sie singt, komponiert und schreibt ihre Texte selbst.
Lindström wuchs im kleinen Ort Ås und in der nahen Stadt Östersund auf und lebt heute in Stockholm. Ihr erstes Album Another Country veröffentlichte sie 1995 bei dem schwedischen Label Caprice Records. Im selben Jahr bekam sie den Preis „Jazz in Schweden“ (Jazz i Sverige). Nach zwei weiteren Alben wechselte sie 2003 zum Stockholmer Independent-Label Bonnier Amigo Music Group, wo sie die Alben Walk und In the Middle of This Riddle veröffentlichte.

## Diskografie
| Jahr | Titel                        | Höchstplatzierung, Gesamtwochen, AuszeichnungChartsChartplatzierungen (Jahr, Titel, Platzierungen, Wochen, Auszeichnungen, Anmerkungen) | Anmerkungen  |
| Jahr | Titel                        | SE | Anmerkungen  |
| ---- | ---------------------------- | --- | ------------ |
| 2005 | In the Middle of This Riddle | SE58 (1 Wo.)SE | Amigo        |
| 2009 | Attitude & Orbit Control     | SE31 (2 Wo.)SE | Diesel Music |

Weitere Alben
- 1995 – Another Country (Caprice Records)
- 1997 – Once mit Anders Jormin (Dragon Records)
- 1997 – I Saw You (Caprice Records)
- 1999 – Sinatra/Weill, mit der Norrbotten Big Band & Kammerorchester, Kenny Werner, Tim Hagans (Caprice Records)
- 2000 – Feathers, begleitet von Steve Dobrogosz (Prophone Records)
- 2003 – Walk (Amigo)
- 2006 – Whistling Away the Dark (Amigo) mit Palle Danielsson, Bobo Stenson, Jonas Östholm und Magnus Öström
- 2007 – Leaf – The King Britt Scuba Remixes (EP, Amigo)
- 2019 – Queen On The Hillside (Diesel Music)